# Шелл (Вайомінг)
Шелл (англ. Shell) — переписна місцевість (CDP) в США, в окрузі Біґ-Горн штату Вайомінг. Населення — 74 особи (2020).

## Географія
Шелл розташований за координатами 44°32′4″ пн. ш. 107°47′4″ зх. д. / 44.53444° пн. ш. 107.78444° зх. д. (44.534519, -107.784481).  За даними Бюро перепису населення США в 2010 році переписна місцевість мала площу 2,96 км², уся площа — суходіл.

## Демографія
Згідно з переписом 2010 року, у переписній місцевості мешкали 83 особи в 36 домогосподарствах у складі 23 родин. Густота населення становила 28 осіб/км².  Було 50 помешкань (17/км²).
Расовий склад населення:
| - 94,0 % — білих |

До двох чи більше рас належало 6,0 %. Частка іспаномовних становила 2,4 % від усіх жителів.
За віковим діапазоном населення розподілялося таким чином: 19,3 % — особи молодші 18 років, 57,8 % — особи у віці 18—64 років, 22,9 % — особи у віці 65 років та старші. Медіана віку мешканця становила 49,5 року. На 100 осіб жіночої статі у переписній місцевості припадало 107,5 чоловіків;  на 100 жінок у віці від 18 років та старших — 103,0 чоловіків також старших 18 років.
Цивільне працевлаштоване населення становило 64 особи. Основні галузі зайнятості: науковці, спеціалісти, менеджери — 37,5 %, сільське господарство, лісництво, риболовля — 32,8 %, освіта, охорона здоров'я та соціальна допомога — 15,6 %, будівництво — 14,1 %.